# Pyracmon fumipennis
Pyracmon fumipennis là một loài tò vò trong họ Ichneumonidae.